# ノストラダムス2世
ノストラダムス2世（Michel de Nostradamus le jeune）は、フランスの医師・占星術師ノストラダムスに便乗した同時代の占星術師である（本名・生没年は不明。没年については後述も参照）。ノストラダムス本人との血縁関係は全くない。また、ノストラダムスの弟子と称していたが、この点も裏付けは取れない。
記録上この名前を初めて確認することができるのは1568年のことである。しかし、現在では、これに先行して登場していたミシェル・ド・ノストラダムス（Michel de Nostradamus, Mi. de Nostradamus）と名乗る偽者も同一人物であろうと考えられている（当時、本物のノストラダムスの著者名表示は“Michel de Nostredame”ないし“Michel Nostradamus”で、Nostradamus の前に de が入ったケースは全くなかったし、Michel を Mi. と略記することもなかった）。
刊行年が明らかなド・ノストラダムスの著作の最初のものは、『1565年向けの、予兆を付記した占筮あるいは転回 Prognostication ou Revolution, Avec les Presages, Pour l'an Mil cinq cens Soixante-cinq』（1564年）である（1563年に『占星術論 Traité d'Astrologie』を刊行したとされるが、現存しておらず、詳細は不明である）。ノストラダムスが刊行していた「暦書」類を意識した便乗本であることが、タイトルからみてとれる。彼はこのあと1567年頃までド・ノストラダムス名義で、少なくとも5点の「暦書」類似本を刊行し、『化粧品とジャム論』の海賊版まで出した（この版は誤ってセザール・ド・ノートルダムの編集とされることもある）。
ノストラダムスの死去（1566年）に伴い、1568年には初めてノストラダムス2世名義で『1583年まで歴年続く20年間の予言書 Predictions pour vint ans, continuant d'An en An, jusques en l'An mil cinq cens quatre vintz troys』を出した。この書は1564年から1583年までの予言を記したものであり、ド・ノストラダムス名義でも出したことがあった。彼はその後6冊の著作を刊行した（再版されたものを含む）。そのうち最後のものは、アントウェルペンで出された『1577年向けの暦と占筮 Almanach ende prognosticatie vanden jare... M.D.LXXVII...』と題されたオランダ語による瓦版である。
彼の伝記的事実はほとんど知られていない。しかし、同時代のパリ市民ピエール・ド・レトワルの日記には、伝聞の形でノストラダムス2世の末路が語られている。
それによると、彼は1574年にル・プザンの町が炎上すると予言した後、町に火をつけて回っているところを見とがめられ、馬に蹴られて絶命したという。
これが史実かは定かではないが、多くの文献に引用されている。このエピソードの年代を1629年とするものもあるが、これは、実際の息子のセザール・ド・ノートルダムの没年と混同された可能性が指摘されている。なお、これが史実であった場合、1577年の瓦版は偽版ということになると思われる。

## インターネット上で見ることができる著作
ともにガリカデジタル図書館（フランス国立図書館）で公開されている。
- 『予言もしくは四季の驚異の転回 Prophetie, ou Revolution, Merveilleuse, des quatre saisons de l'an...』（ド・ノストラダムス名義、1567年）
- 『1583年まで歴年続く13年間の予兆集 Presages pour treize ans, continuant d’an en an, iusques à celuy de mil cinq cens quatre vingts trois』（ノストラダムス2世名義、1571年）